# 텀블러 (잔)

오버사이즈 텀블러

텀블러(tumbler)는 손잡이가 없고 밑바닥이 편평한 큰 잔이다.
텀블러는 일반적으로 플라스틱, 유리 또는 스테인리스 스틸로 만들어진 평평한 바닥의 음료 용기이다.
텀블러라는 단어의 어원에 대한 이론은 다양하다. 그러한 이론 중 하나는 유리가 원래 뾰족하거나 볼록한 바닥을 가지고 있어서 흘리지 않고는 놓을 수 없다는 것이다. 또 다른 하나는 넘어지면 스스로 바로잡을 수 있는 가중 바닥이 있다는 것이다.